# Маргольд, Уильям
Уильям Маргольд (англ. William Margold, 2 октября 1943, Вашингтон — 17 января 2017, Лос-Анджелес, Калифорния) — американский порноактёр и порнорежиссёр.

## Биография
Известный как Билл Маргольд, был директором Коалиции за свободу слова (Free Speech Coalition) и соучредителем X-Rated Critics Organization (XRCO) и Fans of X-Rated Entertainment (FOXE). Был основателем PAW Foundation, благотворительного фонда для исполнителей порноиндустрии. Был членом Зала славы AVN и Зала славы Legends of Erotica. Был женат на порноактрисе 1980-х годов Дреа (Drea) с июня 1982 по 1984 год, затем пара развелась. Частый гость новостей и ток-шоу, на протяжении карьеры Маргольд появился в десятках документальных фильмов, в том числе в After Porn Ends («Жизнь после карьеры в порно», 2012), картине о жизни деятелей порноиндустрии после ухода из бизнеса.

## Скандал
В январе 1981 года Маргольд вызвал серьёзные споры, сказав журналистке Роне Барретт (Rona Barrett) в интервью, показанном во время первой передачи NBC Tomorrow Coast-to-Coast with Tom Snyder («Завтра от побережья до побережья с Томом Снайдером»), что он рассматривает вариант сняться в сексуальной сцене со своей дочерью. Когда его спросили, позволит ли он дочери войти в порнобизнес, Маргольд ответил: «Нет, пока ей не исполнится восемнадцать. А потом я мог бы работать с ней сам». Неизменный провокатор, ранее Маргольд делал подобные заявления по крайней мере один раз, во время записи документального фильма для взрослых What Would Your Mother Say? («Что бы сказала твоя мать?»). После разногласий с Барреттом Маргольд поместил объявление в журнале Variety, извиняясь за высказывание. Откровенный активист реформ в индустрии, Маргольд поддержал государственную инициативу по увеличению законного возраста исполнителей с 18 до 21 года после инцидента с Трейси Лордз.

## Смерть
Скончался 17 января 2017 года в возрасте 73 лет от сердечного приступа во время того, как вёл радиопередачу в прямом эфире.

## Избранная фильмография
- 1974 — Стояк Гордон / Flesh Gordon — убегающий гражданин (в титрах не указан)